# Cerodontha
Cerodontha är ett släkte av tvåvingar. Cerodontha ingår i familjen minerarflugor.

## Bildgalleri

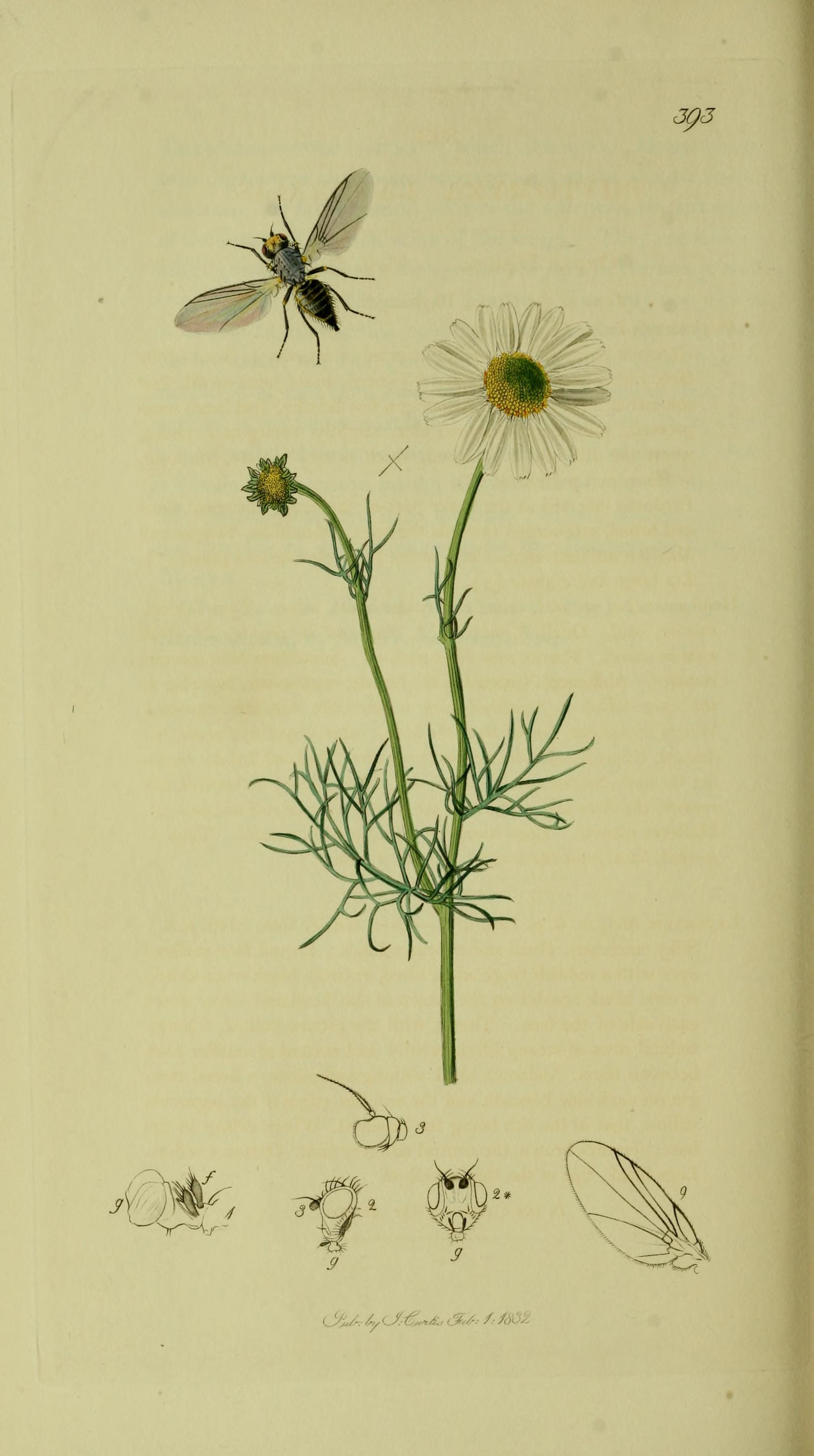

## Dottertaxa tillCerodontha, i alfabetisk ordning[1][2]
- Cerodontha aberdarensis
- Cerodontha abyssinica
- Cerodontha adunca
- Cerodontha affinis
- Cerodontha africana
- Cerodontha agraensis
- Cerodontha albineura
- Cerodontha alpestris
- Cerodontha alpina
- Cerodontha altaica
- Cerodontha andensis
- Cerodontha angulata
- Cerodontha angustipennis
- Cerodontha aristella
- Cerodontha aristosa
- Cerodontha atra
- Cerodontha atrata
- Cerodontha atrissima
- Cerodontha atronitens
- Cerodontha attenuata
- Cerodontha augustensis
- Cerodontha australis
- Cerodontha bambusae
- Cerodontha beigerae
- Cerodontha bicolorata
- Cerodontha bimaculata
- Cerodontha biseta
- Cerodontha bisetiorbita
- Cerodontha bisetosa
- Cerodontha bispinulosa
- Cerodontha bistrigata
- Cerodontha bohemani
- Cerodontha braziliana
- Cerodontha brisiaca
- Cerodontha bulbiseta
- Cerodontha burmensis
- Cerodontha butomomyzina
- Cerodontha calamagrostidis
- Cerodontha calosoma
- Cerodontha capitata
- Cerodontha caricicola
- Cerodontha cariciphaga
- Cerodontha caricivora
- Cerodontha carpathica
- Cerodontha caucasica
- Cerodontha caudata
- Cerodontha chaixiana
- Cerodontha chilenica
- Cerodontha chilensis
- Cerodontha chillcottiella
- Cerodontha chonoterminalis
- Cerodontha churchillensis
- Cerodontha cingulata
- Cerodontha colombiensis
- Cerodontha cornigera
- Cerodontha courtalamensis
- Cerodontha coxalis
- Cerodontha crassiseta
- Cerodontha cruciata
- Cerodontha curta
- Cerodontha darjeelingensis
- Cerodontha delectabilis
- Cerodontha denticornis
- Cerodontha deschampsiae
- Cerodontha deserta
- Cerodontha dorsalis
- Cerodontha downhillensis
- Cerodontha duplicata
- Cerodontha ecaudata
- Cerodontha elbergi
- Cerodontha elevata
- Cerodontha eminula
- Cerodontha eriphori
- Cerodontha estlandica
- Cerodontha eucaricis
- Cerodontha eucaris
- Cerodontha fasciata
- Cerodontha flavicornis
- Cerodontha flavifrons
- Cerodontha flavipalpis
- Cerodontha flavocingulata
- Cerodontha flavohalterata
- Cerodontha frankensis
- Cerodontha frosti
- Cerodontha fujianensis
- Cerodontha fujianica
- Cerodontha fulva
- Cerodontha fulvipes
- Cerodontha fulvithorax
- Cerodontha fumipennis
- Cerodontha fuscifrons
- Cerodontha fusculata
- Cerodontha gallica
- Cerodontha geniculata
- Cerodontha gibbardi
- Cerodontha gorodkovi
- Cerodontha gracitis
- Cerodontha griffithsi
- Cerodontha guineana
- Cerodontha hakusana
- Cerodontha hammi
- Cerodontha handlirschi
- Cerodontha hennigi
- Cerodontha heringiella
- Cerodontha hirsuta
- Cerodontha hirtae
- Cerodontha hirtipennis
- Cerodontha honshuensis
- Cerodontha hungarica
- Cerodontha illinoensis
- Cerodontha imbuta
- Cerodontha impatientis
- Cerodontha impercepta
- Cerodontha impolita
- Cerodontha incisa
- Cerodontha inconspicua
- Cerodontha inepta
- Cerodontha inflata
- Cerodontha intermedia
- Cerodontha iraeos
- Cerodontha ireos
- Cerodontha iridicola
- Cerodontha iridophora
- Cerodontha islandica
- Cerodontha jacutica
- Cerodontha javana
- Cerodontha kakamegae
- Cerodontha kalatopensis
- Cerodontha kambaitiensis
- Cerodontha kasparyani
- Cerodontha kennethi
- Cerodontha kenyana
- Cerodontha kerteszi
- Cerodontha kerzhneri
- Cerodontha kirae
- Cerodontha kivuensis
- Cerodontha labradorensis
- Cerodontha lacerata
- Cerodontha laetifica
- Cerodontha lapplandica
- Cerodontha lateralis
- Cerodontha latifrons
- Cerodontha lindrothi
- Cerodontha lineella
- Cerodontha longimentula
- Cerodontha longipennis
- Cerodontha luctuosa
- Cerodontha lunulata
- Cerodontha luzulae
- Cerodontha lyneborgi
- Cerodontha maclayi
- Cerodontha macminni
- Cerodontha macrophalloides
- Cerodontha magellani
- Cerodontha magna
- Cerodontha magnicornis
- Cerodontha magnificans
- Cerodontha malaisei
- Cerodontha melicae
- Cerodontha mellita
- Cerodontha michaeli
- Cerodontha milleri
- Cerodontha mixta
- Cerodontha montanoides
- Cerodontha morosa
- Cerodontha morula
- Cerodontha muscina
- Cerodontha mussooriensis
- Cerodontha myanmarensis
- Cerodontha nartshukae
- Cerodontha negrosensis
- Cerodontha nigra
- Cerodontha nigricornis
- Cerodontha nigricoxa
- Cerodontha nigrihalterata
- Cerodontha nitidiventris
- Cerodontha notopleuralis
- Cerodontha nowakowskii
- Cerodontha obliqua
- Cerodontha obscurata
- Cerodontha occidentalis
- Cerodontha occidoparva
- Cerodontha okazakii
- Cerodontha omissa
- Cerodontha orbitalis
- Cerodontha orbitona
- Cerodontha orcina
- Cerodontha oryziphila
- Cerodontha oryzivora
- Cerodontha pallidiciliata
- Cerodontha paludosa
- Cerodontha palustris
- Cerodontha pappi
- Cerodontha parvella
- Cerodontha patagonica
- Cerodontha pathanapuramensis
- Cerodontha pecki
- Cerodontha phalaridis
- Cerodontha phragmitidis
- Cerodontha phragmitophila
- Cerodontha piliseta
- Cerodontha pilosa
- Cerodontha poemyzina
- Cerodontha poolei
- Cerodontha pseuderrans
- Cerodontha pseudodorsalis
- Cerodontha pseudopygmina
- Cerodontha pubicata
- Cerodontha puertoricensis
- Cerodontha pusilla
- Cerodontha pygmaea
- Cerodontha pygmina
- Cerodontha pygminoides
- Cerodontha quatei
- Cerodontha questa
- Cerodontha rhodendorfi
- Cerodontha robusta
- Cerodontha rohdendorfi
- Cerodontha rozkosnyi
- Cerodontha ruficornis
- Cerodontha sasae
- Cerodontha sasakawai
- Cerodontha scirpi
- Cerodontha scirpioides
- Cerodontha scleriae
- Cerodontha scripivora
- Cerodontha scutellaris
- Cerodontha setariae
- Cerodontha setifrons
- Cerodontha sibirica
- Cerodontha silvatica
- Cerodontha siwalikensis
- Cerodontha spencerae
- Cerodontha spinata
- Cerodontha spinipenis
- Cerodontha stackelbergi
- Cerodontha staryi
- Cerodontha stuckenbergiella
- Cerodontha stuckenberigella
- Cerodontha subangulata
- Cerodontha sudzukhensis
- Cerodontha suntarica
- Cerodontha superciliosa
- Cerodontha suputinka
- Cerodontha suturalis
- Cerodontha sylvesterensis
- Cerodontha sympatria
- Cerodontha taigensis
- Cerodontha tanasijtshuki
- Cerodontha temeculensis
- Cerodontha thompsoni
- Cerodontha thulensis
- Cerodontha thunebergi
- Cerodontha togashii
- Cerodontha toluca
- Cerodontha triplicata
- Cerodontha trispinata
- Cerodontha trispinella
- Cerodontha trispinosa
- Cerodontha ultima
- Cerodontha unguicornis
- Cerodontha unica
- Cerodontha unisetiorbita
- Cerodontha ussuriensis
- Cerodontha walarai
- Cerodontha vandalitiensis
- Cerodontha venturi
- Cerodontha venturii
- Cerodontha versicolor
- Cerodontha vietnamensis
- Cerodontha vignae
- Cerodontha vigneae
- Cerodontha vinokurovi
- Cerodontha vittigera
- Cerodontha vladimiri
- Cerodontha voluptabilis
- Cerodontha xanthocera
- Cerodontha yukonensis
- Cerodontha zaitzeviana
- Cerodontha zejana
- Cerodontha zlobini
- Cerodontha zlobiniana
- Cerodontha zoerneri
- Cerodontha zuskai